# Roussimort
Le Roussimort ou ruisseau de Binos est une rivière du sud de la France, située dans le département de la Haute-Garonne dans la région Occitanie. C'est un sous-affluent de la Garonne par le Ruisseau de la Saudrune.

## Géographie
D'une longueur de 15,8 km, le Roussimort prend sa source au niveau de la commune de Muret sous le nom de ruisseau de Richebé ; il prend le nom de ruisseau de Binos à la hauteur de la commune de Seysses et puis le nom de Roussimort et jette dans le Ruisseau de la Saudrune sur la commune de Portet-sur-Garonne.

## Département communes traversées
Dans le seul département de Haute-Garonne, le Roussimort traverse six communes : Muret, Portet-sur-Garonne, Cugnaux, Villeneuve-Tolosane, Frouzins, Seysses.

## Affluents
Le Roussimort a 5 petits affluents référencés.